# Georges Senfftleben
Georges Senfftleben (Clamart, 19 de diciembre de 1922-Èze, 24 de agosto de 1998) fue un deportista francés que compitió en ciclismo en la modalidad de pista. Ganó cuatro medallas en el Campeonato Mundial de Ciclismo en Pista entre los años 1946 y 1952.

## Medallero internacional
| Campeonato Mundial | Campeonato Mundial       | Campeonato Mundial | Campeonato Mundial       |
| Año                | Lugar                    | Medalla            | Competición              |
| ------------------ | ------------------------ | ------------------ | ------------------------ |
| 1946               | Zúrich (Suiza)           | Medalla de plata   | Velocidad individual (P) |
| 1947               | París (Francia)          | Medalla de bronce  | Velocidad individual (P) |
| 1948               | Ámsterdam (Países Bajos) | Medalla de bronce  | Velocidad individual (P) |
| 1952               | París (Francia)          | Medalla de plata   | Velocidad individual (P) |

## Palmarés
- 1942
  - 1.º en el Gran Premio de Angers
- 1944
  - Campeón de Francia de velocidad 
  - 1.º en el Gran Premio de París
- 1947
  - Campeón de Francia de velocidad
- 1948
  - Campeón de Francia de velocidad
- 1951
  - Campeón de Francia de velocidad
- 1952
  - 1.º en los Seis días de Saint-Étienne (con Émile Carrara)
  - 1.º en los Seis días de Hannover (con Émile Carrara)
  - 1.º en el Premio Dupré-Lapize (con Émile Carrara)
- 1954
  - 1.º en los Seis días de París (con Roger Godeau)
  - 1.º en los Seis días de Aarhus (con Roger Godeau)
  - 1.º en los Seis días de Bruselas (con Dominique Forlini)
- 1955
  - Campeón de Europa de Madison (con Dominique Forlini)
  - 1.º en los Seis días de Frankfurt (con Dominique Forlini)
  - 1.º en el Premio Dupré-Lapize (con Dominique Forlini)
- 1956
  - 1.º en los Seis días de Copenhague (con Dominique Forlini)